# Jacquinia morenoana
Jacquinia morenoana Cast.-Campos & M.E.Medina – gatunek roślin z rodziny pierwiosnkowatych (Primulaceae). Występuje naturalnie w Meksyku – w stanach Puebla i Veracruz. 

## Morfologia
PokrójZimozielony krzew dorastający do 3 m wysokości.
LiścieBlaszka liściowa jest skórzasta i ma lancetowaty lub owalnie lancetowaty kształt. Mierzy 2–7,5 cm długości oraz 0,6–2,2 cm szerokości, jest całobrzega, ma tępą nasadę i nagle zaostrzony wierzchołek. Ogonek liściowy jest nagi i ma 1–2 mm długości.
KwiatyZebrane po 6–9 w gronach wyrastających niemal na szczytach pędów. Mają 5 działek kielicha o okrągławym kształcie i dorastających do 3 mm długości. Płatki są okrągławe i mają czerwonawą barwę oraz 4 mm długości. Pręcików jest 5.
OwoceJagody mierzące 23-27 mm średnicy, o niemal kulistym kształcie i czerwonej barwie.

## Biologia i ekologia
Rośnie w lasach. 